# Browser Ballett
De Browser Ballett (voorheen Bohemian Browser Ballett) is een Duitse satirische online show. Sinds 21 juni 2016 worden sketches, korte films, campagnes, spellen en fotograppen gepresenteerd op Facebook en YouTube. De show is bedacht door auteur en satiricus Schlecky Silberstein, die ook optreedt als gastheer voor het Browser Ballett.
Het Browser Ballett wordt sinds 2018 geproduceerd door Steinberger Silberstein GmbH, voorheen door Turbokultur GmbH. Het format is gemaakt in opdracht van de Duitse publieke omroep Funk. Het programma wordt sinds 3 december 2020 uitgezonden op Das Erste. Naast Silberstein zijn de belangrijkste auteurs Christina Schlag en Raphael Selter, beiden tevens directeur van Steinberger Silberstein GmbH. In 2019 werd het Bohemian Browser Ballett bekroond met de Grimmeprijs in de categorie kinderen en jongeren.

## Concept
Het kernidee van het format is een late night show, in de veronderstelling dat televisie nooit zou hebben bestaan. Daarom zet het Bohemian Browser Ballett zonder matiging, optredens van muzikanten, praatgasten en vaste uitzenddata in op content die is gewijd aan de dynamiek en consumptiegewoonten van de internetwereld. Het Bohemian Browser Ballett publiceert gemiddeld twee video's per week met onregelmatige tussenpozen. Op Facebook, Twitter en Instagram staan ook memes, fotograppen en dagelijkse commentaren op actualiteiten.
De video's volgen geen inhoud of visuele haakjes, maar zijn individuele, op zichzelf staande werken met wisselende acteurs. Het spectrum omvat klassieke parodieën op bestaande formats, filmische sketches, neptrailers, bouwinstructies en documentaires. Naast videocontent richt het Browser Ballett zich ook op interactieve content en satirische spellen.

## Virale video's
Het Browser Ballett heeft met zijn producties al meermaals virale verspreiding bereikt. Video's zoals Rettet die Arier!, Masters of Germany, Nazikeule im Dritten Reich, Volksfest in Sachsen, Oh Du Ehrliche, Alpha-Kevin allein zu Haus, Degentrifizierung en Beim Klopapierkauf erwischt behoren tot de grootste populaire successen van de Browser Ballet.

## Gastoptredens
Het Browser Ballett integreert met willekeurige tussenpozen prominente en publieke personen in de producties. Bela B, Dunja Hayali, Eko Fresh, Tanzverbot, Aische Pervers, Jörg Schüttauf, Bürger Lars Dietrich, Jenny Elvers, Conny Dachs en Max Schradin hebben onder meer opgetreden in Browser Ballett.

## Spellen
Naast videocontent richt het format zich ook op satirische browserspellen. Voor de Duitse Bondsdagverkiezingscampagne in 2017 presenteerde het Browser Ballett het vechtspel Bundesfighter 2 Turbo, waarin de speler de topkandidaten van de grootste partijen kan besturen en tegen elkaar kan strijden op de manier van de klassieke Street Fighter II Turbo. Na de release zorgde de game voor een herwaardering van computergames in verband met artistieke vrijheid vanwege een juridisch geschil over een swastika in de spel.
Tijdens de coronacrisis is ook de platformspel Corona World uitgebracht, waarin je in de rol van verpleegster kruipt en op weg naar de supermarkt moet oppassen voor besmette mensen en voorwerpen. Nadat demonstranten op 29 augustus 2020 probeerden het Rijksdaggebouw binnen te komen, werd de videospel Reichstag Defender uitgebracht.

## AfD-schandaal
In september 2018 veroorzaakte de Browser-Ballett-productie Volksfest in Sachsen een openbare en verhitte discussie met de partij Alternative für Deutschland. Nadat de AfD actie probeerde te ondernemen tegen de publicatie van de video en het productiebedrijf Steinberger Silberstein GmbH massaal onder druk zette, ontstond er een mediaconflict.

## Kritiek
Het Bohemian Browser Ballett kwam in sociale netwerken onder kritiek vanwege de satirische bijdrage "Corona rettet die Welt". De persraad kreeg daarom zo'n 400 klachten binnen waarin de bijdrage onder meer als onmenselijk werd bestempeld.

## Prijzen
Grimme-prijs
- 2019: "Bohemian Browser Ballet" in de categorie "Kinder & Jugend"[21]